# Beta Hydri
Beta Hydri (β Hyi, β Hydri) è la stella più luminosa della costellazione dell'Idra Maschio. Ha una magnitudine apparente di +2,80 ed è una stella relativamente vicina alla Terra, trovandosi a 24,3 anni luce di distanza dal sistema Solare.

## Osservazione

Beta Hydri è la stella più luminosa al centro dell'immagine

Si tratta di una stella situata nell'emisfero australe e ciò comporta che la stella sia osservabile prevalentemente dall'emisfero sud, dove si presenta circumpolare già a sud del parallelo 13° S; avendo una declinazione di −77° dall'emisfero nord la sua visibilità è invece limitata alle aree nei pressi dell'equatore, e comunque non più a nord della latitudine 13° N. La sua magnitudine pari a +2,80 le consente di essere scorta con facilità anche dalle aree urbane di moderate dimensioni.

## Caratteristiche fisiche
Si tratta di una stella di sequenza principale, simile al Sole ma 3,5 volte più luminosa e con un raggio più grande (177%), nonostante abbia pressoché la stessa massa del Sole (113%). 
Tuttavia, Beta Hydri è insolitamente luminosa per la sua classe spettrale, il che fa pensare che possa trattarsi di una subgigante, cioè una stella di età avanzata che si sta evolvendo fuori dalla sequenza principale dopo aver finito di bruciare l'idrogeno all'interno del suo nucleo. In effetti diversi studi indicano che la sua classe di luminosità della stella è la IV, suggerendo che β Hydri sarebbe una subgigante e non più una stella di sequenza principale..
La distanza alla quale un eventuale pianeta dovrebbe orbitare per presentare condizioni climatiche simili alla Terra è attualmente di circa 1,9 UA, poco oltre l'orbita di Marte nel Sistema Solare.
Questa distanza non è costante: in altri tempi è stata inferiore, circa 1 UA, ed è destinata ad aumentare man mano che la stella si trasformerà in una gigante rossa.